# Xanthotype rufaria
Xanthotype rufaria là một loài bướm đêm trong họ Geometridae.